# World Professional Darts Championship 1997
De Embassy World Professional Darts Championship 1997 was de 20e editie van het internationale dartstoernooi World Professional Darts Championship en werd gehouden van 4 januari 1997 tot en met 12 januari 1997 in het Engelse Frimley Green. De World Professional Darts Championship kan worden gezien als het wereldkampioenschap voor de British Darts Organisation, BDO, een van de twee toonaangevende dartsbonden in de wereld. Hierdoor is dit toernooi het belangrijkste toernooi dat onderdeel uitmaakt van diezelfde BDO.

## Prijzengeld
Het totale prijzengeld bedroeg £158.000,- (plus £52.000 voor een 9-darter (niet gewonnen)) en was als volgt verdeeld:
| Plaats                | Prijzengeld |
| --------------------- | ----------- |
| Winnaar               | £38.000     |
| Runner-up             | £19.000     |
| Halvefinalist         | £8.700      |
| Kwartfinalist         | £4.400      |
| 2e ronde              | £3.350      |
| 1e ronde              | £2.100      |
| Niet-gekwalificeerden | £572        |

Degene met de hoogste check-out (uitgooi) kreeg £1.600:
- 170 - Les Wallace (2e ronde)

## Alle wedstrijden

### Eerste ronde (best of 5 sets)
| John Part             | Canada        | - | Alan Brown         | Engeland  | 3 - 1 |
| Roger Carter          | USA           | - | Martin Adams       | Engeland  | 3 - 1 |
| Marshall James        | Wales         | - | William Burnsfield | Engeland  | 3 - 1 |
| Andy Fordham          | Engeland      | - | Matt Clark         | Engeland  | 3 - 2 |
| Geoff Wylie           | Noord-Ierland | - | Andy Smith         | Engeland  | 3 - 2 |
| Steve Beaton          | Engeland      | - | Carl Mercer        | Canada    | 3 - 0 |
| Leo Laurens           | België        | - | Ritchie Davies     | Wales     | 3 - 0 |
| Richie Burnett        | Wales         | - | Peter Hinkley      | Australië | 3 - 1 |
| Bobby George          | Engeland      | - | Mick Brooks        | Engeland  | 3 - 1 |
| Roland Scholten       | Nederland     | - | Mike Gregory       | Engeland  | 3 - 2 |
| Mervyn King           | Engeland      | - | Graham Hunt        | Australië | 3 - 1 |
| Ronnie Baxter         | Engeland      | - | Andy Jenkins       | Engeland  | 3 - 0 |
| Paul Williams         | Engeland      | - | Erik Clarys        | België    | 3 - 2 |
| Colin Monk            | Engeland      | - | Chris Hornby       | Engeland  | 3 - 0 |
| Les Wallace           | Schotland     | - | Bob Taylor         | Schotland | 3 - 1 |
| Raymond van Barneveld | Nederland     | - | Sean Palfrey       | Wales     | 3 - 0 |

### Tweede ronde (best of 5 sets)
| John Part      | Canada        | - | Roger Carter          | USA       | 1 - 3 |
| Marshall James | Wales         | - | Andy Fordham          | Engeland  | 3 - 2 |
| Geoff Wylie    | Noord-Ierland | - | Steve Beaton          | Engeland  | 0 - 3 |
| Leo Laurens    | België        | - | Richie Burnett        | Wales     | 3 - 0 |
| Bobby George   | Engeland      | - | Roland Scholten       | Nederland | 0 - 3 |
| Mervyn King    | Engeland      | - | Ronnie Baxter         | Engeland  | 3 - 2 |
| Paul Williams  | Engeland      | - | Colin Monk            | Engeland  | 3 - 1 |
| Les Wallace    | Schotland     | - | Raymond van Barneveld | Nederland | 3 - 2 |

### Kwartfinale (best of 7 sets)
| Roger Carter    | USA       | - | Marshall James | Wales     | 3 - 4 |
| Steve Beaton    | Engeland  | - | Leo Laurens    | België    | 4 - 3 |
| Roland Scholten | Nederland | - | Mervyn King    | Engeland  | 2 - 4 |
| Paul Williams   | Engeland  | - | Les Wallace    | Schotland | 0 - 4 |

### Halve finale (best of 9 sets)
| Marshall James | Wales    | - | Steve Beaton | Engeland  | 5 - 4 |
| Mervyn King    | Engeland | - | Les Wallace  | Schotland | 3 - 5 |

### Finale (best of 11 sets)
| Marshall James | Wales | - | Les Wallace | Schotland | 3 - 6 |

World Cup Darts (WDF)

1977 · 1979 · 1981 · 1983 · 1985 · 1987 · 1989 · 1991 · 1993 · 1995 · 1997 · 1999 · 2001 · 2003 · 2005 · 2007 · 2009 · 2011 · 2013 · 2015 · 2017 · 2019 · 2021 · 2023
World Darts Championship (BDO)

1978 · 1979 · 1980 · 1981 · 1982 · 1983 · 1984 · 1985 · 1986 · 1987 · 1988 · 1989 · 1990 · 1991 · 1992 · 1993 · 1994 · 1995 · 1996 · 1997 · 1998 · 1999 · 2000 · 2001 · 2002 · 2003 · 2004 · 2005 · 2006 · 2007 · 2008 · 2009 · 2010 · 2011 · 2012 · 2013 · 2014 · 2015 · 2016 · 2017 · 2018 · 2019 · 2020
World Darts Championship (PDC)

1994 · 1995 · 1996 · 1997 · 1998 · 1999 · 2000 · 2001 · 2002 · 2003 · 2004 · 2005 · 2006 · 2007 · 2008 · 2009 · 2010 · 2011 · 2012 · 2013 · 2014 · 2015 · 2016 · 2017 · 2018 · 2019 · 2020 · 2021 · 2022 · 2023 · 2024 · 2025
World Darts Championship (WDF)

2022 · 2023 · 2024
World Seniors Darts Championship (WSDT)

2022 · 2023 · 2024 · 2025